# Dr. Stone
Ne doit pas être confondu avec Dr. Strange.
Dr. Stone (ドクターストーン, Dokutā Sutōn), également stylisé Dr.STONE, est un shōnen manga écrit par Riichirō Inagaki et dessiné par Boichi. Il est prépublié dans le magazine Weekly Shōnen Jump de Shūeisha du 6 mars 2017 au 7 mars 2022. La version française est publiée par Glénat depuis avril 2018.
Une adaptation en une série télévisée d'animation par TMS Entertainment est diffusée entre juillet et décembre 2019. Une seconde saison est diffusée entre janvier et le mars 2021. Une troisième saison, répartie en deux cours, est diffusée d'avril à juin 2023 pour le premier et d'octobre à décembre de la même année pour le second. Une quatrième et dernière saison, répartie en trois cours, est diffusée depuis janvier 2025.

## Histoire
En 2019 Taiju, un lycéen comme les autres, annonce à son meilleur ami Senku, un génie des sciences, qu'il est sur le point de révéler ses sentiments à Yuzuriha, une fille dont il est secrètement amoureux depuis quelques années. Alors que le jeune homme s'apprête à déclarer sa flamme, une lumière brillante apparaît dans le ciel et transforme toute l'humanité en statues de pierres. Lorsque Taiju réussit finalement à se libérer grâce à l'aide de son meilleur ami Senku, il se retrouve face à un monde complètement différent où la nature a repris ses droits. Son ami Senku, qui l'a précédé dans son éveil, lui annonce que 3 719 ans se sont écoulés depuis le mystérieux événement : la pétrification. Ensemble ils devront allier les compétences scientifiques exceptionnelles de l'un et les aptitudes physiques de l'autre pour sauver les 7 milliards d'êtres humains encore pétrifiés et découvrir l'origine de cette catastrophe.
L'œuvre est emplie d'explications de procédés scientifiques servant à la construction d'objets ou de technologies perdus, tels que le savon, de la poudre à canon ou encore des antibiotiques. L'œuvre présente des processus chimiques et physiques nécessaires pour recréer des inventions passées, toujours plus complexes, au fur et à mesure du développement de l'histoire.

## Personnages
Senku Ishigami (石神 千空, Ishigami Senkū)
Voix japonaise : Yūsuke Kobayashi,, voix française : Maxime Donnay
Le protagoniste de la série. Il est très intelligent et excelle dans de nombreux domaines scientifiques, avec un amour particulier pour l'astronomie et l'exploration de l'espace. Après s'être réveillé dans le « Stone World », il entreprend d'essayer de faire revivre l'humanité en réinventant la technologie qu'ils ont perdue et en découvrant un « remède » à la pétrification. Bien que quelque peu arrogant, il est en fait très noble et généreux, considérant la science comme un moyen d'élever tous les hommes et ayant une foi inébranlable en ses amis.
Taiju Oki (大木 大樹, Ōki Taiju)
Voix japonaise : Makoto Furukawa (ja),, voix française : Maxime Van Santfoort
Le meilleur ami de Senku, qui qualifie Taiju de « gros nigaud », « grand dadais » ou de « mastodonte ». Il a une force incroyable et une endurance apparemment sans limite mais il est un pacifiste qui n'a jamais donné un coup de poing dans sa vie. Il est amoureux de Yuzuriha et fait tout ce qu'il peut pour s'occuper d'elle et la protéger.
Yuzuriha Ogawa (小川 杠, Ogawa Yuzuriha)
Voix japonaise : Kana Ichinose,, voix française : Marie Braam
Une jeune fille dont Taiju est amoureux. Elle est joyeuse et très gentille avec les autres. Elle s'est inscrite au club d'artisanat de son lycée pour poursuivre son objectif de devenir créatrice de mode et possède un talent exceptionnel pour les arts tels que la couture.
Tsukasa Shishio (獅子王 司, Shishiō Tsukasa)
Voix japonaise : Yūichi Nakamura,, voix française : Bernard Grand
Un jeune homme qui s'est fait connaître en combat libre en tant que « Lycéen le plus fort de l'ordre des primates ». Il en veut aux adultes, les considérant comme une influence avide et corruptrice sur le monde. Il veut ainsi créer une nouvelle société dans le « Stone World » en ne faisant revivre que les jeunes. Tsukasa est le principal antagoniste des premiers arcs narratifs du manga.
Chrome (クロム, Kuromu)
Voix japonaise : Gen Satō, voix française : Grégory Praet
Un jeune homme du village Ishigami qui est tombé sur les bases de la science, en pensant au départ que ses découvertes étaient de la sorcellerie. Après avoir découvert les merveilles scientifiques du vieux monde, il devient l'associé de Senku et ensemble, ils travaillent à reconquérir l'héritage scientifique de l'humanité.
Kohaku (コハク)
Voix japonaise : Manami Numakura (ja), voix française : Audrey D'Hulstère
La guerrière la plus puissante du village Ishigami, une jeune femme à l'attitude de garçon manqué et exceptionnellement forte, agile et à l'œil vif. C'est la première villageoise que Senku rencontre après son réveil dans le « Stone World » et devient l'une de ses plus ferventes alliées.
Kinrō (金狼)
Voix japonaise : Tomoaki Maeno (ja), voix française : Jonathan Simon
Un des gardes du village d'Ishigami, c'est un jeune homme strict avec une forte détermination à respecter les règles.
Ginrō (銀狼)
Voix japonaise : Ayumu Murase, voix française : Arthur Dubois
Le jeune frère de Kinrō qui est également un garde, c'est un jeune homme frivole ayant tendance à paniquer et à penser d'abord à son intérêt personnel.
Suika (スイカ)
Voix japonaise : Karin Takahashi (ja), voix française : Marie du Bled
Une jeune fille du village Ishigami qui porte une pastèque (西瓜, suika) sur la tête pour dissimuler sa « maladie des yeux flous » (ボヤボヤ病, Boyaboya-byō). Elle finit par graviter autour de Senku, la première personne à ne pas la juger pour ses excentricités. Elle fait toujours de son mieux pour être utile. Suika est passée maître dans l'art de se camoufler et fait une excellente détective.
Ruri (ルリ)
Voix japonaise : Reina Ueda, voix française : Laetitia Liénart
La grande sœur de Kohaku et la grande prêtresse du village Ishigami, chargée de préserver les 100 Contes pour la postérité. Elle souffre d'une maladie qui l'affaiblit et la tuera probablement avant l'âge adulte ; trouver un remède pour cette dernière devient le premier objectif du « Royaume de la science » de Senku.
Gen Asagiri (浅霧 幻, Asagiri Gen)
Voix japonaise : Kengo Kawanishi, voix française : Damien Locqueneux
Un jeune homme de « l'ancien monde », Gen est un expert baratineur égocentrique qui se définit lui-même comme un mentaliste. Il a été réanimé par Tsukasa, qui cherchait un allié capable de suivre la pensée de Senku, mais Gen a fini par rejoindre le Royaume de la science après avoir été témoin des réalisations de Senku.
Kaseki (カセキ)
Voix japonaise : Mugihito, voix française : Robert Dubois puis Laurent Van Wetter
Un vieil artisan du village Ishigami. Il devient un allié fidèle et finalement un ami proche de Senku et de Chrome, car leur quête de faire avancer la science résonne avec sa passion pour la création artisanale.
Byakuya Ishigami (石神百夜, Ishigami Byakuya)
Voix japonaise : Keiji Fujiwara (saison 1), Satoshi Mikami (saison 3), voix française : Nicolas Matthys
Un spationaute et père adoptif de Senku, il se trouvait en mission à bord de l'ISS lorsqu'eut lieu l'incident qui pétrifia l'ensemble des êtres humains. Il a donc évité la pétrification.
Lillian Weinberg (リリアン・ワインバーグ, Ririan Wainbāgu)
Voix japonaise : Lynn, voix française : Fanny Roy
Célèbre chanteuse américaine, elle se trouvait à bord de l'ISS en tant qu'astronaute lors de l'incident qui causa la pétrification de tous les êtres humains, à laquelle elle échappa.
Connie Lee (コニー・リー, Konī Rī)
Voix japonaise : Hisako Kanemoto, voix française : Helena Coppejans
Astronaute américaine, en mission dans l'ISS en même temps que Byakuya, elle échappa aussi à la pétrification.
Shamil Volkov (シャミール・ヴォルコフ, Shamīru Vorukofu)
Voix japonaise : Shōtarō Morikubo (ja), voix française : Sébastien Hebrant
Pilote du Soyouz, en mission dans l'ISS en même temps que Byakuya, il échappa également à la pétrification.
Darya Nikitina (ダリヤ・ニキーチナ, Dariya Nikīchina)
Voix japonaise : Rie Tanaka
Cosmonaute russe, en mission dans l'ISS en même temps que Byakuya, elle échappa à la pétrification. Elle est mariée à Yakov Nikitin.
Yakov Nikitin (ヤコフ・ニキーチン, Yakofu Nikīchin)
Voix japonaise : Kanehira Yamamoto (ja)
Cosmonaute russe, à bord dans l'ISS en même temps que Byakuya. Il échappa lui aussi à la pétrification. Il est marié à Darya Nikitina.
Hyōga (氷月)
Voix japonaise : Akira Ishida,, voix française : Brieuc Lemaire
Survivant de la pétrification, il fut dépétrifié par Tsukasa Shishio et il deviendra son bras droit, ayant tous les deux la même vision des choses. C'est un très bon combattant à la lance.
Homura Momiji (紅葉 ほむら)
Voix japonaise : Aki Toyosaki,, voix française : Helena Coppejans
Prodige de la gymnastique dépétrifiée par Tsukasa Shishio, elle est le bras droit de Hyoga.
Ukyo Saionji (西園寺右京)

## Productions et supports

### Manga
Écrit par Riichirō Inagaki et dessiné par Boichi, Dr. Stone est annoncé en janvier 2017, ; celui-ci est lancé dans le 14e numéro de 2017 du magazine de prépublication de shōnen manga Weekly Shōnen Jump, paru le 6 mars 2017 et s'est terminé dans le 14e numéro de 2022 du même magazine paru le 7 mars 2022. C'est l'une des nombreuses histoires proposées par Inagaki à son éditeur, qui l'a choisi parce qu'il n'avait aucune idée de son évolution. Boichi, qui cherchait une histoire sur laquelle travailler, a été approché à peu près au moment où Inagaki (un fan de ses dessins) a fini les storyboards du 3e chapitre. Le premier volume tankōbon est publié par Shūeisha le 4 juillet 2017 ; la série compte vingt-six volumes tankōbon en tout. Trois chapitres dérivés se déroulant après la fin du manga sont publiés fin 2023. Un vingt-septième tome sort ensuite le 4 avril 2024.
En décembre 2017, la maison d'édition Glénat a annoncé l'obtention de la série en français, et le premier volume est sorti en avril 2018,. En Amérique du Nord, la maison d'édition VIZ Media a publié les trois premiers chapitres comme un aperçu de la série dans son webzine le Weekly Shonen Jump dans le cadre du programme « Jump Start ». En avril 2017, la version anglaise est ajoutée comme série régulière dans le même webzine. VIZ édite également les volumes reliés depuis septembre 2018,.
| Chapitre Prologue 1. Arc Formule de la pétrification (chapitres 1 à 4) 2. Arc Bataille contre Tsukasa (chapitres 5 à 12) Chapitre 1 : Stone World 1. Arc Village d'Ishigami (chapitres 13 à 19) 2. Arc Le royaume de la science (chapitres 20 à 33) 3. Arc Le tournoi du village (chapitres 34 à 40) 4. Arc Les origines du village (chapitres 41 à 45) Chapitre 2 : Stone Wars 1. Arc Bataille contre Hyôga (chapitres 46 à 50) 2. Arc Guerre de l'information (chapitres 51 à 82) Chapitre 3 : Dr. Stone 1. Arc L'âge de l'exploration (chapitres 83 à 100) 2. Arc L'île au trésor (chapitres 101 à 138) Chapitre 4 : First Dream 1. Arc Ville du maïs (chapitres 139 à 169) 2. Arc Ville du superalliage (chapitres 170 à 193) 3. Arc Ville des maths (chapitres 194 à 200) 4. Arc Ville du caoutchouc (chapitres 201 à 211) Chapitre 5 : Stone to Space 1. Arc Mission lunaire (chapitres 212 à 232) |

#### Dr. Stone reboot: Byakuya
Il a été annoncé dans le 47e numéro du magazine, sorti le 21 octobre 2019, que Boichi réalisera un manga dérivé centré sur le personnage de Byakuya Ishigami. Il est lancé dans le 48e numéro du Shōnen Jump, sorti le 28 octobre, et s'intitule Dr. Stone reboot: Byakuya (Dr.STONE reboot:百夜). Celui-ci s'est conclu avec le 9e chapitre, paru le 23 décembre. Les chapitres sont rassemblés et édités dans le format tankōbon par Kōdansha en un unique volume publié le 4 mars 2020  (ISBN 978-4-08-882244-0),. La version française est publiée par Glénat le 7 avril 2021.

### Light novel
Une adaptation en light novel par Ichio Morimoto, avec des illustrations de Boichi et supervisée par Riichirō Inagaki, a été publiée par Shūeisha en un volume unique le 4 février 2019, sous le titre Dr. Stone: Hoshi no yume, Chi no uta (Dr. STONE 星の夢、地の歌, litt. « Le Rêve étoilé et le Chant de la terre »)  (ISBN 978-4-08-703472-1).

### Anime
Le 50e numéro de 2018 du Weekly Shōnen Jump, sorti le 12 novembre, a révélé que le prochain numéro du magazine prévu pour le 19 novembre contiendrait une « annonce importante » pour la série. Il a été ainsi révélé dans le 51e numéro du magazine qu'une adaptation en une série télévisée d'animation est en cours de production pour juillet 2019. Celle-ci est réalisée par Shinya Iino et écrite par Yūichirō Kido au sein du studio d'animation TMS Entertainment avec Yuko Iwasa en tant que character designer tandis que Tatsuya Katō, Hiroaki Tsutsumi et Yuki Kanesaka composent la bande originale de la série,. Elle est diffusée pour la première fois au Japon entre le 5 juillet et le 13 décembre 2019 sur Tokyo MX, et un peu plus tard sur KBS, SUN, BS11, TVh, TBC, TVA et TVQ. La série est composée de 24 épisodes répartis dans six coffrets Blu-ray/DVD. Crunchyroll détient les droits de diffusion en streaming de l'anime dans le monde entier, excepté en Asie. En France, la chaîne J-One diffuse également la série en version originale sous-titrée français depuis le 30 juillet 2019.
Les 12 premières minutes du premier épisode sont diffusées lors d'un live sur YouTube avec également une discussion avec Yūsuke Kobayashi et de Makoto Furukawa (ja) le 1er juillet 2019,. Une projection en avant-première mondiale du premier épisode a lieu à l'Anime Expo aux États-Unis le 4 juillet 2019,.
Les chansons de l'opening et de l'ending de la série sont respectivement produite par le groupe Burnout Syndromes et Rude-α (ja). Les seconds opening et ending sont respectivement produites par le groupe Pelican Fanclub (ja) et Saeki YouthK (ja).
Après la diffusion du 24e et dernier épisode, il est annoncé qu'une seconde saison est en cours de production et suivra l'arc Stone Wars,. Celle-ci est diffusée entre le 14 janvier et le 25 mars 2021,,.
La chanson de l'opening de la saison 2, Rakuen, est produite par le groupe Fujifabric tandis que l'ending, Koe?, est produite par Hatena.
Après la diffusion du 11e et dernier épisode, il est annoncé qu'une troisième saison est en cours de production. Un épisode spécial sur Ryusui est ensuite annoncé le 19 décembre 2021 lors de la Jump Festa'22, et la date de la troisième saison prévue pour 2023. L'épisode spécial réalisé par Shūhei Matsushita est diffusé le 10 juillet 2022 sur Tokyo MX et BS11. À la fin de l'épisode, il est annoncé que la troisième saison s'intitule New World, avec Shūhei Matsushita de nouveau dans la réalisation, et est prévue pour le printemps 2023 et est confirmée pour avril 2023 au Jump Festa '23. La série est répartie en deux cours non-consécutifs. Le premier cours est diffusé du 6 avril 2023 au 15 juin 2023 et le deuxième est diffusé du 12 octobre 2023 au 21 décembre 2023. La série est disponible en simulcast sur Crunchyroll.
La chanson de l'opening de la saison 3, Wasuregataki, est produite par Huwie Ishizaki tandis que l'ending est Where Do We Go? et est produite par Okamoto's. Pour le deuxième cours, l'opening Haruka par Ryujin Kiyoshi (ja) tandis que l'ending est Suki ni Shinayo est produite par Anly.
Après la diffusion du dernier épisode de la troisième saison, une quatrième et dernière saison intitulée Science Future est annoncée. La saison est répartie en trois cours non-consécutifs. Le premier cours est diffusé du 9 janvier,, au 27 mars 2025. Le second cours est diffusé depuis le 10 juillet 2025. La saison est disponible en streaming sur Crunchyroll et Netflix.
La chanson de l'opening de la saison 4, Casanova Posse, est produite par ALI tandis que l'ending est Rolling Stone et est produite par Breimen (ja). La chanson de l'opening du second cours, Supernova, est produite par Kana-Boon (ja) tandis que l'ending est No Man's World et est produite par Otoha (ja).

#### Liste des épisodes
| Saisons | Saisons | Nombre d'épisodes | Diffusion originale | Diffusion originale | Diffusion en VF    | Diffusion en VF    |
| Saisons | Saisons | Nombre d'épisodes | Début de saison     | Fin de saison       | Début de saison    | Fin de saison      |
| ------- | ------- | ----------------- | ------------------- | ------------------- | ------------------ | ------------------ |
|         | 1       | 24                | 5 juillet 2019      | 13 décembre 2019    | 25 octobre 2020    | 10 janvier 2021    |
|         | 2       | 11                | 14 janvier 2021     | 25 mars 2021        | 25 février 2021    | 6 mai 2021         |
|         | SP      | 1                 | 10 juillet 2022     | 10 juillet 2022     | 1er septembre 2022 | 1er septembre 2022 |
|         | 3       | 11                | 6 avril 2023        | 15 juin 2023        | 11 mai 2023        | 13 juillet 2023    |
|         | 3       | 11                | 12 octobre 2023     | 21 décembre 2023    | 12 octobre 2023    | 21 décembre 2023   |
|         | 4       | 12                | 9 janvier 2025      | 27 mars 2025        | 9 janvier 2025     | 27 mars 2025       |
|         | 4       | NC                | 10 juillet 2025     | NC                  | 10 juillet 2025    | NC                 |
|         | 4       | NC                | NC                  | NC                  | NC                 | NC                 |

#### Arcs
Voici l’organisation chronologique des épisodes par saisons et arcs :
- Saison 1

1. Arc Formule de la pétrification (épisodes 1 et 2)
2. Arc Bataille contre Tsukasa (épisodes 3 à 5)
3. Arc Le royaume de la science (épisodes 5 à 13)
4. Arc Le tournoi du village (épisodes 13 à 15)
5. Arc Les origines du village (épisodes 15 à 17)
6. Arc Bataille contre Hyôga (épisodes 18 et 19)
7. Arc Guerre de l'information (épisodes 20 à 24)

- Saison 2 - Stone Wars

1. Arc Guerre de l'information (suite) (épisodes 1 à 11)
2. Arc L'âge de l'exploration (épisode 11)

- Dr. Stone: Ryusui

1. Arc L'âge de l'exploration

- Saison 3 - New World

1. Arc L'âge de l'exploration (suite) (épisodes 1 à 5)
2. Arc L'île au trésor (épisodes 6 à 20)
3. Arc Ville du maïs (épisodes 20 à 22)

- Saison 4 - Science Future

1. Arc Ville du maïs (suite) (épisodes 1 à 12)
2. Arc Ville du superalliage (épisodes 13 à ...)

#### Génériques
| Début             | Début                       | Début                | Fin           | Fin                            | Fin               |
| Épisodes          | Titre                       | Artiste(s)           | Épisodes      | Titre                          | Artiste(s)        |
| ----------------- | --------------------------- | -------------------- | ------------- | ------------------------------ | ----------------- |
| S1 : 1 - 13       | Good Morning World!         | Burnout Syndromes    | S1 : 2 - 13   | LIFE                           | Rude-α (ja)       |
| S1 : 14 - 24      | Sangenshoku (三原色)        | Pelican Fanclub (ja) | S1 : 14 - 24  | Yume no yōna (夢のような)      | Saeki YouthK (ja) |
| S2 : 1 - 11       | Rakuen (楽園)               | Fujifabric (ja)      | S2 : 2 - 11   | Koe ? (声？)                   | Hatena (ja)       |
| Dr. Stone: Ryusui | Good Morning [New] World!   | Burnout Syndromes    | NC            | NC                             | NC                |
| S3 : 1 - 11       | Wasuregataki (ワスレガタキ) | Huwie Ishizaki (ja)  | S3 : 1 - 11   | Where Do We Go?                | OKAMOTO'S         |
| S3 : 12 - 22      | Haruka (遥か)               | Ryujin Kiyoshi (ja)  | S3 : 12 - 22  | Suki ni Shinayo (好きにしなよ) | Anly              |
| S4 : 1 - 12       | Casanova Posse              | ALI                  | S4 : 1 - 12   | Rolling Stone                  | Breimen (ja)      |
| S4 : 13 - ...     | SUPERNOVA                   | KANA-BOON (ja)       | S4 : 13 - ... | No man's world                 | otoha (ja)        |

## Réception
Le manga est classé 15e pour les lecteurs dans l'édition 2018 du guide Kono manga ga sugoi! de Takarajimasha. Dr. Stone est la 4e sur une liste de mangas recommandées des libraires selon le sondage du Zenkoku Shotenin ga Eranda Osusume Comic 2018 (全国書店員が選んだおすすめコミック2018, litt. « Bandes dessinées recommandées par les librairies nationales de 2018 »), mené par la libraire en ligne Honya Club et publiée le 4 février 2016,. En août 2017, la série est classée 10e dans la « catégorie Comics » d'après les votes pour la troisième édition du « Grand prix Tsugini kuru manga » (次にくるマンガ大賞, Tsugini kuru manga taishō), organisé par le magazine Da Vinci de Media Factory et le site web Niconico. Pour l'édition de 2018, elle est à la seconde place du classement.
Pour la 64e édition du prix Shōgakukan se déroulant en 2018, la série est lauréate dans la catégorie du « meilleur shōnen ».
Le manga est classé 17e pour les lecteurs dans l'édition 2020 du guide Kono Manga ga sugoi! de Takarajimasha.
En janvier 2020, le tirage total du manga s'élève à 3 millions d'exemplaires.
En décembre 2024, le manga s'est écoulé à plus de 18 millions d'exemplaires.